# Valor de l'empresa
El valor de l'empresa (en anglès Enterprise Value o EV), el valor total de l'empresa (TEV) o el valor de la firma (FV) és una mesura econòmica que reflecteix el valor de mercat d'una empresa (és a dir, a diferència del preu de mercat). És una suma de les reclamacions de tots els demandants: creditors (garantis i no garantits) i accionistes (preferents i comuns). El valor empresarial és una de les mètriques fonamentals utilitzades en la valoració empresarial, l'anàlisi financera, la comptabilitat, l'anàlisi de carteres i l'anàlisi de riscos.
El valor de l'empresa és més complet que la capitalització de mercat, que només reflecteix el capital comú. És important destacar que l'EV reflecteix la naturalesa oportunista del negoci i pot canviar substancialment amb el temps a causa de les condicions externes i internes. Per tant, els analistes financers sovint utilitzen un rang còmode d'EV en els seus càlculs.

## Equació EV
Per obtenir informació detallada sobre el procés de valoració, vegeu Valoració (finances).
Valor de l'empresa =
capital ordinari al valor de mercat (aquesta línia de comanda també es coneix com a "capitalització de mercat")
+ deute a valor de mercat (aquí el deute fa referència a passius que porten interessos, tant a llarg termini com a curt termini)
+ interessos minoritaris a valor de mercat, si n'hi ha
+ participació preferent a valor de mercat
+ passius de pensions no finançats i altres provisions considerades per deute
- valor de les empreses associades
- efectiu i equivalents d'efectiu.
Una manera simplificada d'entendre el concepte EV és imaginar la compra d'un negoci sencer. Si pagueu amb tots els titulars de seguretat, pagueu EV. En contra intuïtiu, els augments o disminucions del valor de l'empresa no corresponen necessàriament a la "creació de valor" o la "destrucció de valor". Qualsevol adquisició d'actius (si es paga en efectiu o mitjançant emissions d'accions) augmentarà l'EV, siguin o no productius. De la mateixa manera, les reduccions de la intensitat de capital (per exemple, reduint el capital circulant) reduiran l'EV.
L'EV pot ser negatiu si l'empresa, per exemple, té quantitats anormalment altes d'efectiu que no es reflecteixen en el valor de mercat de les accions i la capitalització total.
Tots els components són rellevants en l'anàlisi de la liquidació, ja que utilitzant la prioritat absoluta en fallida, tots els valors superiors al capital tenen reclamacions paritàries. En general, també, el deute és menys líquid que el capital, de manera que el "preu de mercat" pot ser significativament diferent del preu al qual es podria comprar tota una emissió de deute. A l'hora de valorar les accions, aquest enfocament és més conservador que utilitzar el "preu de mercat".
L'efectiu es resta perquè redueix el cost net per a un comprador potencial. L'efecte s'aplica tant si l'efectiu s'utilitza per emetre dividends com per pagar el deute.
El valor dels interessos minoritaris s'afegeix perquè reflecteix la reclamació sobre els actius consolidats a l'empresa en qüestió.
El valor de les empreses associades es resta perquè reflecteix la reclamació sobre actius consolidats en altres empreses.
L'EV també hauria d'incloure components especials com els passius de pensions no finançats, les opcions sobre accions dels empleats, les provisions mediambientals, les provisions per a l'abandonament, etc., ja que també reflecteixen les reclamacions sobre l'empresa.
Hi ha certes limitacions i trampes en l'ús del valor empresarial. Un dels quals pot ser una agregació simplificada de la situació financera de l'empresa. És possible que una unitat de deute addicional no tingui la mateixa importància que una unitat addicional d'efectiu que falten.
Es pot demostrar que el valor de l'empresa depèn de la probabilitat d'incompliment (la qualificació) i funciona com una "taxa de creixement negativa" en el futur.

## Ús
- Com que EV és una mètrica d'estructura de capital neutra, és útil quan es comparen empreses amb estructures de capital diverses. Les ràtios preu / guanys, per exemple, seran significativament més volàtils a les empreses amb un gran palanquejament.
- Els inversors borsaris utilitzen EV/EBITDA per comparar els rendiments entre empreses equivalents sobre una base ajustada al risc. Aleshores poden superposar la seva pròpia elecció de nivells de deute. A la pràctica, els inversors en renda variable poden tenir dificultats per avaluar amb precisió l'EV si no tenen accés a les cotitzacions del mercat del deute de l'empresa. No n'hi ha prou amb substituir el valor comptable del deute perquè a) els tipus d'interès del mercat poden haver canviat, i b) la percepció del mercat del risc del préstec pot haver canviat des de l'emissió del deute. Recordeu que l'objectiu de l'EV és neutralitzar els diferents riscos i costos de les diferents estructures de capital.
- Els compradors de participacions de control en una empresa utilitzen EV per comparar els rendiments entre empreses, com s'ha indicat anteriorment. També utilitzen la valoració EV (o una valoració sense deute sense efectiu) per determinar quant pagar per tota l'entitat (no només el capital), ja que el canvi de control pot requerir l'amortització del deute. També poden voler canviar l'estructura de capital un cop tinguin el control.

## Consideracions tècniques

### Disponibilitat de dades
A diferència de la capitalització de mercat, on tant el preu de mercat com el nombre d'accions en circulació estan fàcilment disponibles i fàcils de trobar, és pràcticament impossible calcular un EV sense fer una sèrie d'ajustaments a les dades publicades, incloses sovint estimacions subjectives del valor:
- La gran majoria del deute corporatiu no es cotitza públicament. La majoria del deute corporatiu té la forma de finançament bancari, arrendaments financers i altres formes de deute per als quals no hi ha preu de mercat.
- Les associades i els interessos minoritaris es presenten als valors comptables històrics en els comptes, que poden ser molt diferents dels seus valors de mercat.
- Els passius de pensions no finançats es basen en una varietat d'hipòtesis actuarials i representen una estimació del passiu pendent, no un veritable valor de "mercat".
- Les dades públiques de determinades entrades clau d'EV, com ara saldos d'efectiu, nivells de deute i provisions, només es publiquen amb poca freqüència (sovint només una vegada a l'any a l'informe anual i als comptes de l'empresa).
- Els comptes publicats només es revelen setmanes o mesos després de la data de finalització de l'any, el que significa que la informació revelada ja està obsoleta.

A la pràctica, els càlculs de vehicles elèctrics es basen en estimacions raonables del valor de mercat d'aquests components. Per exemple, en moltes valoracions professionals:
- Els passius de pensions no finançats es valoren pel seu valor nominal tal com s'estableix a les notes dels últims comptes disponibles.
- El deute que no es cotitza en borsa normalment es pren pel seu valor nominal, tret que l'empresa estigui molt orientada (en aquest cas cal una anàlisi més sofisticada).
- Els socis i els interessos minoritaris solen valorar-se al valor comptable o com a múltiple dels seus guanys.

### Evitar desajustaments temporals
Quan s'utilitzen múltiples de valoració com ara EV/EBITDA i EV/EBIT, el numerador hauria de correspondre al denominador. En altres paraules, la mètrica de rendibilitat en el denominador hauria d'estar disponible per a tots els grups d'interès representats en el numerador. L'EV hauria de correspondre, per tant, al valor de mercat dels actius que s'han utilitzat per generar els beneficis en qüestió, excloent els actius adquirits (i inclosos els actius alienats) durant un període d'informació financera diferent. Això requereix reformular l'EV per a qualsevol fusió i adquisició (ja sigui pagada en efectiu o capital), inversions de capital importants o canvis significatius en el capital circulant que es produeixin després o durant el període d'informe que s'està examinant. L'ideal és que els múltiples s'haurien de calcular utilitzant el valor de mercat del capital mitjà ponderat emprat de l'empresa durant el període financer comparable.
Quan es calculen múltiples durant diferents períodes (p. ex., múltiples històrics versus múltiples a termini), s'ha d'ajustar l'EV per reflectir el capital invertit mitjà ponderat de l'empresa en cada període.